# Joanna Seniów
Joanna Barbara Seniów – polska psycholog, dr hab. nauk medycznych, profesor zwyczajny Instytutu Psychiatrii i Neurologii.

## Życiorys
15 grudnia 1998 obroniła pracę doktorską Neuropsychologiczna charakterystyka funkcjonowania poznawczo-emocjonalnego osób z chorobą Wilsona, 28 października 2010 habilitowała się na podstawie pracy zatytułowanej Proces zdrowienia chorych z afazją poudarową w kontekście współwystępujących nielingwistycznych dysfunkcji poznawczo-behawioralnych. 5 czerwca 2014 nadano jej tytuł profesora w zakresie nauk medycznych.
Jest profesorem zwyczajnym w Instytucie Psychiatrii i Neurologii, oraz specjalistą w Komitecie Nauk Neurologicznych na V Wydziale Nauk Medycznych Polskiej Akademii Nauk.